# Möthlow
Möthlow – dzielnica gminy Märkisch Luch w Niemczech, w powiecie Havelland w kraju związkowym Brandenburgia. Leży na zachód od stolicy kraju - Berlina,